# Кварели
Кварели (груз. ყვარელი) је град у Грузији у регији Кахетија. Према из 2014. у граду је живело 7.739 становника.

## Становништво
Према, у граду је 2014. живело 7.739 становника.
| 1989.  | 2002. | 2014. |
| ------ | ----- | ----- |
| 11.165 | 9.035 | 7.739 |